# Prywatyzacja branżowa
Prywatyzacja branżowa (prywatyzacja pozagiełdowa) – transakcje zbycia akcji lub udziałów Skarbu Państwa w spółkach, dla których zostały zawarte umowy prywatyzacyjne, z wyłączeniem trybów prywatyzacji za pośrednictwem giełdy papierów wartościowych.
Zgodnie z Ustawą z dnia 30 sierpnia 1996 r. o komercjalizacji i prywatyzacji, prywatyzacja branżowa może mieć charakter m.in.:
- negocjacji podjętych na podstawie publicznego zaproszenia,
- przetargu publicznego,
- aukcji ogłoszonej publicznie,
- oferty ogłoszonej publicznie,
- sprzedaży akcji, poza obrotem zorganizowanym, z użyciem systemu kojarzącego oferty kupna i sprzedaży.

Celem prywatyzacji branżowej jest dążenie do wyłonienia inwestorów, którzy zagwarantują zwiększenie efektywności działania i funkcjonowania spółek w określonym otoczeniu makroekonomicznym, co bezpośrednio przełoży się na maksymalizację ich wartości. Takie gwarancje może zapewnić inwestor, który posiada wiedzę i doświadczenie w prowadzeniu działalności w danej branży, ma dostęp do źródeł finansowania nowych przedsięwzięć inwestycyjnych, rozwinięte kanały dystrybucji i współpracy z odbiorcami. Jest to szczególnie istotne przy prywatyzacji małych i średnich przedsiębiorstw, które bez dofinansowania ze strony prywatnych właścicieli mają niewielką szansę na poprawę swojej kondycji finansowej i zwiększanie przychodów ze sprzedaży produktów bądź świadczonych usług. Doświadczenia prywatyzacyjne wskazują, że do najbardziej efektywnych trybów prywatyzacji pozagiełdowej należą: negocjacje podjęte na podstawie publicznego zaproszenia, aukcja ogłoszona publicznie oraz przetarg publiczny.